# أنطونيو نارسيسو
أنطونيو نارسيسو (بالإيطالية: Antonio Narciso)‏ (1 أكتوبر 1980 بتراني في إيطاليا - ) هو لاعب كرة قدم إيطالي في مركز حراسة المرمى. لعب مع نادي باري ونادي تريستينا ونادي فوجيا ونادي مودينا وايه إس فورتيس تراني ‏ وASD Martina Calcio 1947 ‏ ونادي غوبيو ونادي غروسيتو وUC AlbinoLeffe ‏.

## وصلات خارجية
- أنطونيو نارسيسو على موقع قاعدة بيانات كرة القدم.إي يو (الإنجليزية)
- أنطونيو نارسيسو على موقع Soccerway.com (الإنجليزية)
- أنطونيو نارسيسو على موقع عالم كرة القدم.نت (الإنجليزية)